# Hawkinsville
Hawkinsville è un comune degli Stati Uniti d'America, situato nello Stato della Georgia, nella contea di Pulaski, della quale è il capoluogo.